# Justiniac
Justiniac (1793 bis 1800 mit der Schreibweise Justigniac, okzitanisch Justinhac) ist eine französische Gemeinde mit 58 Einwohnern (Stand 1. Januar 2022) im Département Ariège in der Region Okzitanien. Sie gehört zum Arrondissement Pamiers und zum Gemeindeverband Portes d’Ariège Pyrénées. Die Einwohner werden Justiniacois genannt.

## Geografie
Die Gemeinde Justiniac liegt in der Vorbergzone der mittleren Pyrenäen, 20 Kilometer nordwestlich von Pamiers und etwa 45 Kilometer südlich von Toulouse, an der Grenze zum Département Haute-Garonne. Im 4,56 km² umfassenden Gemeindegebiet entspringen mehrere Bäche, die nach Norden und Nordosten zum Fluss Ariège entwässern, darunter die Jade. Die höchste Erhebung wird im Südwesten der Gemeinde mit 361 m gemessen. Justiniac besteht aus verstreut liegenden Weilern und Einzelhöfen. Die Dorfkirche steht im Ortsteil L’Oustalou, die Mairie im zentral gelegenen Weiler Justiniac. Weitere größere Weiler sind Les Naudous und Malagas. Umgeben wird Justiniac von den Nachbargemeinden Marliac (Département Haute-Garonne) im Norden, Brie im Osten sowie Durfort im Süden und Westen.

## Bevölkerungsentwicklung
| Jahr      | 1962 | 1968 | 1975 | 1982 | 1990 | 1999 | 2006 | 2013 | 2021 |
| Einwohner | 77   | 60   | 46   | 36   | 53   | 58   | 52   | 51   | 59   |

Im Jahr 1851 wurde mit 299 Bewohnern die bisher höchste Einwohnerzahl ermittelt. Die Zahlen basieren auf den Daten von cassini.ehess und INSEE.

## Sehenswürdigkeiten
- Kirche Saint-Pierre
- nicht öffentlich zugängliches Schloss aus dem 17. Jahrhundert im Ortsteil L’Oustalou
- Stele zu Ehren der Maquisards der Résistance vom 26. Juni 1944
- Flurkreuz im Weiler Escarrabillat

## Wirtschaft und Infrastruktur
In Justiniac sind drei landwirtschaftliche Betriebe ansässig (Anbau von Getreide, Hülsenfrüchten und Ölsaaten, Viehzucht).
Justiniac liegt abseits der überregional wichtigen Verkehrswege. In der zehn Kilometer entfernten Gemeinde Saverdun besteht ein Anschluss an die Autoroute A66. Der 20 Kilometer entfernte Bahnhof in Pamiers liegt an der Bahnlinie von Portet-sur-Garonne nach Puigcerdà in Katalonien.

## Belege
1. ↑  Ortsname auf cassini.ehess.fr
2. ↑  Justiniac auf cassini.ehess
3. ↑  Justiniac auf insee.fr
4. ↑  Landwirtschaftsbetriebe auf annuaire-mairie.fr